# Pseudopanthera viridimaculata
Pseudopanthera viridimaculata är en fjärilsart som beskrevs av Cockerell 1889. Pseudopanthera viridimaculata ingår i släktet Pseudopanthera och familjen mätare. Inga underarter finns listade.